# Leistungselektronik
Die Leistungselektronik  ist ein Teilgebiet der Elektrotechnik, das sich mit der Umformung elektrischer Energie mit schaltenden elektronischen Bauelementen beschäftigt. Typische Anwendungen sind Frequenzumrichter für Elektroantriebe, Wechselrichter, Schaltregler oder Schaltnetzteile.
Sendeanlagen oder Audioverstärker – auch wenn sie größere Leistung haben – werden nicht zur Leistungselektronik gezählt.

## Geschichte

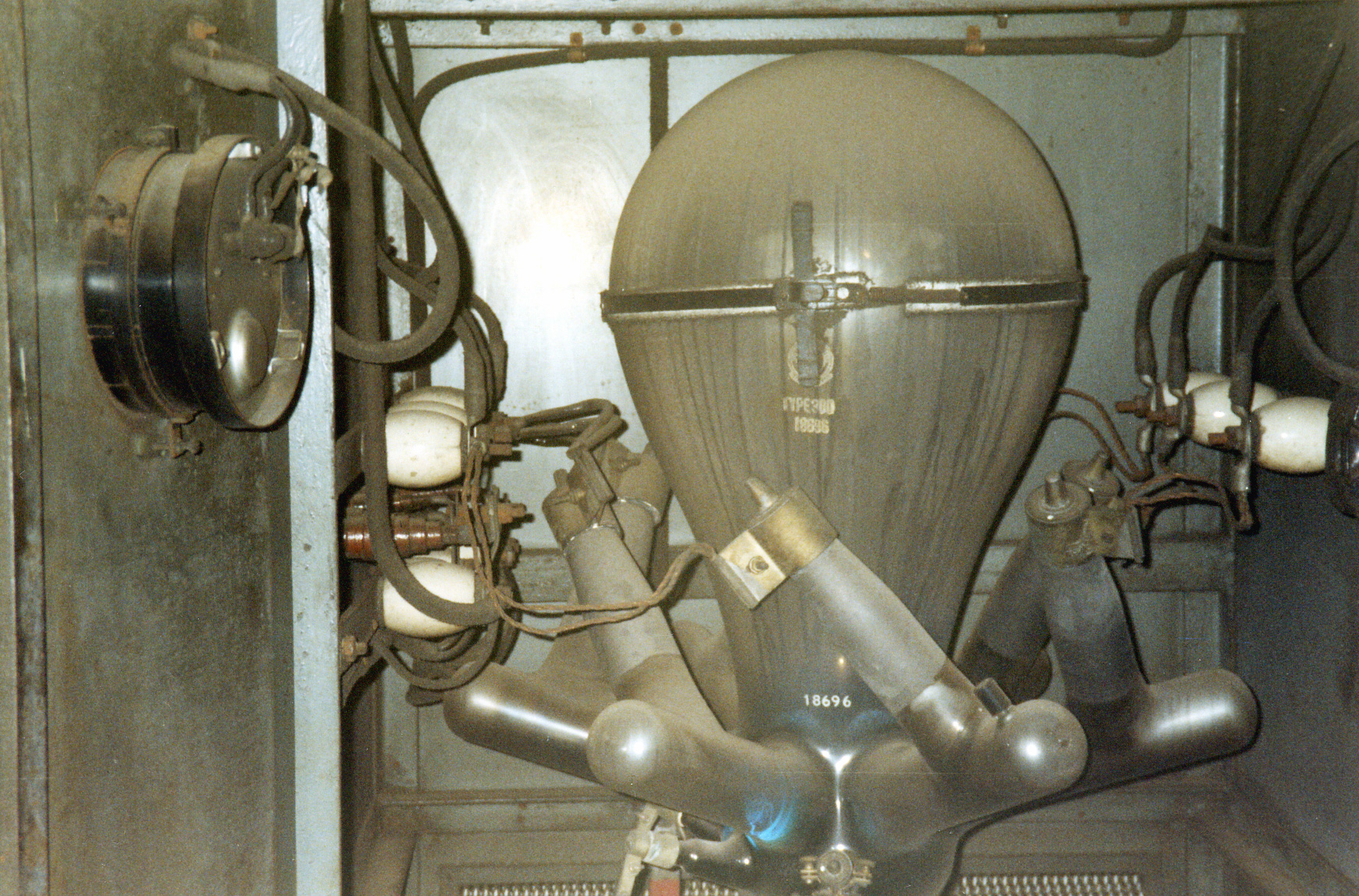
Quecksilberdampfgleichrichter

Mit der Erfindung des Quecksilberdampfgleichrichters 1902 nahm die Leistungselektronik ihren Anfang, bekam jedoch erst später diese Bezeichnung. Er bestand aus einem Glasgefäß mit flüssiger Quecksilber-Kathode. Durch eine Gasentladung konnte damit Wechselstrom bis zu einigen Kiloampere gleichgerichtet werden bei Spannungen bis über 10 Kilovolt. Ab 1930 konnten diese Quecksilberstromrichter mit einer Gittersteuerung versehen werden, so ließ sich ein steuerbarer Gleichstrom erzeugen (Ignitron, Thyratron). Aufgrund der recht hohen Durchlassspannung von etwa 20 V, die, multipliziert mit dem Durchlassstrom, einen recht hohen Verlust an Elektrischer Leistung bedeutet, der aufwendigen Bauweise und der dadurch bedingten hohen Anschaffungs- und Betriebskosten, wurden diese Stromrichter nicht in dem Umfang wie die heutige Leistungselektronik verwendet. Die ersten Halbleiterbauelemente zur Stromrichtung waren Selen- und Kupferoxydul-Gleichrichter.
1957 wurde bei General Electric der erste steuerbare Leistungs-Halbleiter entwickelt und später als Thyristor bezeichnet. Die folgende Entwicklung brachte eine Vielzahl von weiteren steuerbaren und passiven Leistungshalbleitern hervor, die heute in weiten Teilen der Antriebstechnik Verwendung finden.

## Arten und Anwendungsgebiete

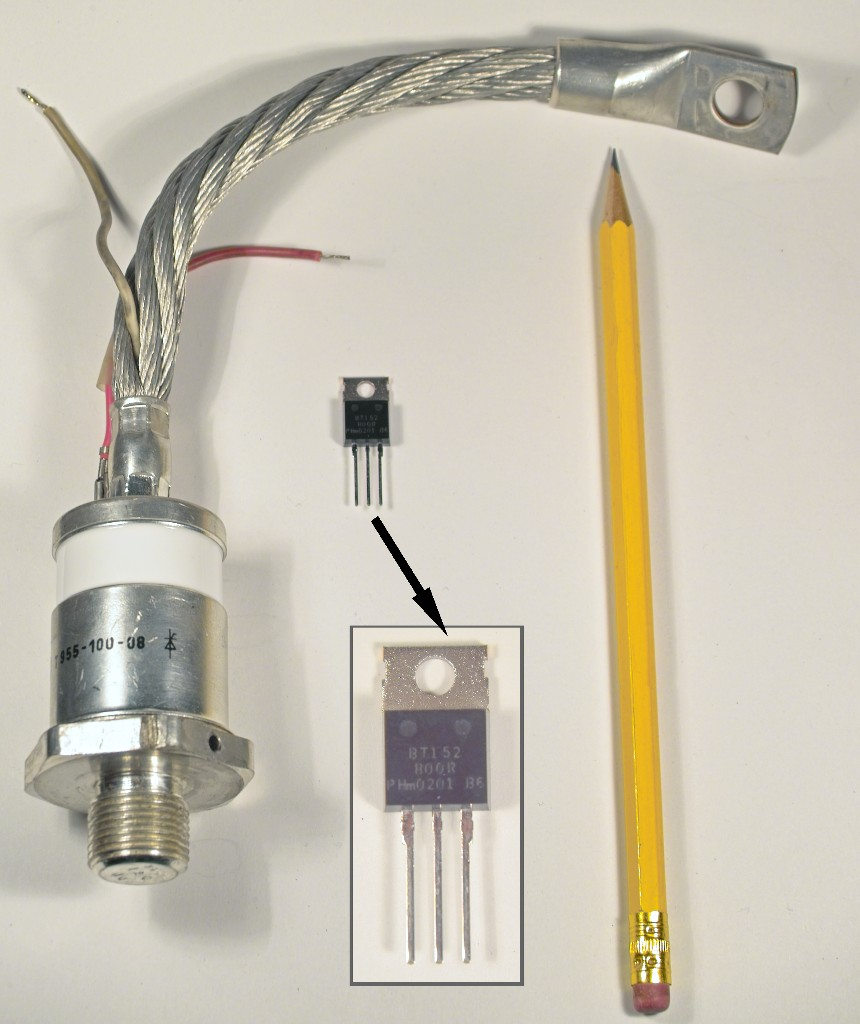
Verschiedene Baugrößen von Thyristoren

Die Leistungselektronik ermöglicht vor allem die Umformung elektrischer Energie in Bezug auf die Spannungsform, die Höhe von Spannung und Strom sowie der Frequenz. Die Anordnungen zu dieser Umformung werden Stromrichter genannt. Sie werden je nach ihrer Funktion in Gleich-, Wechsel- und Umrichter unterschieden.
Weiterhin gibt es leistungselektronische Bauelemente und Baugruppen, die lediglich dem Zu- und Abschalten elektrischer Verbraucher dienen. Diese umfassen neben der Schaltfunktion häufig weitere Schutz- und Überwachungsfunktionen. Sie unterscheiden sich von Relais und Schützen dadurch, dass sie ohne bewegte Teile arbeiten.
- Umrichtung von Wechselspannung in Gleichspannung durch Gleichrichter
- Umrichtung von Gleichspannung in Wechselspannung durch Wechselrichter
- Umrichtung von Gleichspannung in eine höhere oder niedrigere Gleichspannung durch Gleichspannungswandler (DC/DC-Wandler)
- Umrichtung von Wechselspannung in Wechselspannung mit einer anderen Frequenz oder Amplitude z. B. durch Wechselstromsteller oder Frequenzumrichter

Fortschritte der Mikroelektronik führten auch im Bereich der leistungselektronischen Bauelemente zu weiter verbesserten Steuerungs- und Regelungsmöglichkeiten und haben die Leistungselektronik damit weiter an Bedeutung gewinnen lassen.
In der Antriebstechnik der Elektroantriebe lassen sich durch die Steuerungsmöglichkeiten der Leistungselektronik die Betriebspunkte von elektrischen Maschinen sehr flexibel einstellen. So sind heute auch große Maschinenantriebe und Elektrolokomotiven mit leistungselektronischen Steuerungen ausgestattet.
Auch in Bereichen der Energieerzeugung und -übertragung findet die Leistungselektronik immer größere Einsatzgebiete. In Anlagen mit geringerer Leistung oder Anlagen mit Bedingungen, unter denen der klassische Synchrongenerator als Energieerzeuger nicht eingesetzt werden kann, werden Frequenzumrichter eingesetzt, um die erzeugte elektrische Energie ins Stromnetz einzuspeisen. In der Energieübertragung wird die Leistungselektronik in so genannten HGÜ-Kurzkupplungen zur Frequenzentkopplung zwischen Verbundnetzen eingesetzt. Die gleiche Technik kommt bei der Hochspannungs-Gleichstrom-Übertragung (HGÜ, auch Langkupplung genannt) zum Einsatz. Unterwerke zur Bahnstrom- und Straßenbahn-Oberleitungs-Speisung arbeiten mit Leistungselektronik.
Auch im Bereich der gezielten Regelung in Hochspannungsnetzen mit Dreiphasenwechselstrom kommt Leistungselektronik im Rahmen von Flexible-AC-Transmission-System (FACTS) zur Anwendung. Mittels Unified-Power-Flow-Controller (UPFC) können auf einzelnen Leitungen in vermaschten Verbundnetzen gezielt Leistungsflüsse eingestellt werden und damit Übertragungsleitungen optimal in ihrer Transportleistung ausgenützt werden.
Leistungselektronik gewinnt zunehmend auch im Automobilbau an Bedeutung. Hier wird eine Vielzahl von elektrischen Verbrauchern mit leistungselektronischen Bauelementen geschaltet und gesteuert. Eine der ersten Anwendungen im KFZ waren die Lichtmaschinenregler, die es unter anderem gestatteten, statt der Gleichstromgeneratoren die effektiveren, kleineren und wartungsärmeren Drehstrom-Lichtmaschinen einzusetzen. Weitere Anwendungen sind die elektronische Zündung (Thyristorzündung) und die elektronische Saugrohreinspritzung.
In Hybridfahrzeugen (z. B. Toyota Prius) wird ein Teil der, bei Elektrofahrzeugen (Gabelstapler, „E-Car“) die gesamte, Antriebsleistung mit einem Elektromotor erzeugt. Die elektrische Energie muss mittels Leistungselektronik auf die für den elektrischen Antriebsmotor passende Spannung und Frequenz umgewandelt werden. Dafür werden leistungsstarke Gleichstromsteller und Wechselrichter verwendet, welche bei Hybridfahrzeugen die Energie bei Generatorbetrieb des Motors auch zur Zwischenspeicherung in Akkumulatoren oder Doppelschicht-Kondensatoren („SuperCaps“) aufbereiten.
In der Hochfrequenztechnik löst die Leistungselektronik die langsam veraltende Röhrentechnik nach und nach ab. Bei sehr hohen Frequenzen und Leistungen werden aber immer noch Elektronenröhren (Klystrons, Magnetrons) eingesetzt. Bei der Induktionserwärmung existieren dank der Leistungselektronik heutzutage kleine, effektive, wartungsfreie und langlebige Geräte.
Weitere Beispiele sind Schweiß-Inverter für das Lichtbogenschweißen sowie Mittelfrequenz-Umrichter für das Widerstandsschweißen.

## Bauelemente

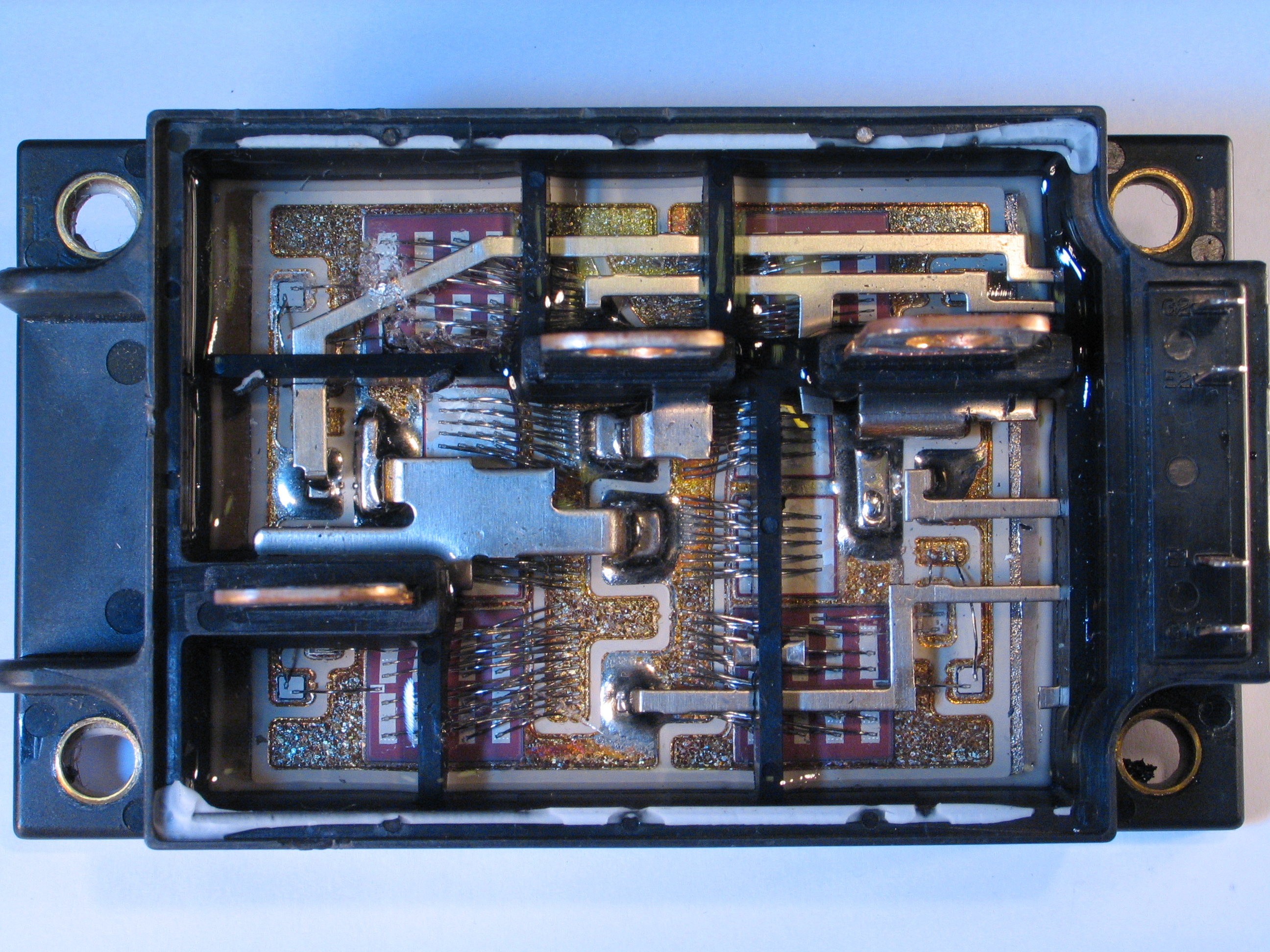
Geöffnetes IGBT-Modul

Folgende Bauelemente sind charakteristisch für die Leistungselektronik:
- Diac (zur Ansteuerung von Thyristoren)
- bipolarer Leistungstransistor (Schaltnetzteile und DC/DC-Wandler)
- Leistungs-MOSFET (Schaltnetzteile und DC/DC-Wandler)
- GTO-Thyristor (Integrated Gate-Commutated Thyristor, IGCT) (Stromrichter großer Leistung)
- IGBT (Schaltnetzteile, Motorsteuerungen, Umrichter)
- Thyristor (Stromrichter, Halbleiterrelais, Impulsstromquellen)
- Triac (Dimmer, Halbleiterrelais)
- Dioden zur Gleichrichtung und als Freilaufdioden (Schottkydioden für kleine Spannungen bis etwa 200 V, Siliziumdioden für Spannungen bis einige Kilovolt)
- Leistungskondensatoren

## Schaltungen

### Gleichrichter
Gleichrichter dienen dazu, aus Wechselstrom Gleichstrom zu generieren. Sie bestehen aus mehreren nicht gesteuerten Dioden oder aktiv gesteuerten Bauelementen wie Thyristoren oder IGBTs, die durch ihre Zusammenschaltung zu Gleichrichtern werden. In der Leistungselektronik werden insbesondere Dreiphasengleichrichter wie die Sechspulsschaltung oder die Zwölfpulsschaltung angewendet.
Als gesteuerte Stromrichter werden Gleichrichter-Schaltungen bezeichnet, die mit Thyristoren, GTO-Thyristoren oder IGBT arbeiten und es gestatten, die Ausgangsspannung stufenlos zu verstellen. Hier verschiebt eine Phasenanschnittsteuerung das Einschalten der elektronischen Schalter innerhalb der Periode um einen einstellbaren Winkel. Sie sind oft in der Lage, den Strom von der Gleichstromseite auch zurück ins Netz zu speisen (Vierquadrantenbetrieb).

### Wechselrichter
Wechselrichter (auch Inverter) können Gleichspannung in Wechselspannung umwandeln.

### Gleichstromsteller
Gleichstromsteller werden bei Gleichstromspeisung mit Aufwärtswandlern (Hochsetzstellern engl. step up converter, boost converter) und Abwärtswandlern (Tiefsetzstellern, buck-Regler, step down converter) realisiert. Auch ein sogenannter aktiver Leistungsfaktorkorrekturfilter (aktive PFC) arbeitet mit einem dem Netzgleichrichter nachgeschalteten Aufwärtswandler. Diese Gleichstromsteller arbeiten mit Bipolartransistoren, MOSFET oder IGBT. Oft werden bei Gleichstromstellern statt Dioden Synchrongleichrichter realisiert, sodass es prinzipiell auch hier möglich ist, Strom zurückzuspeisen.

### Wechselstromsteller

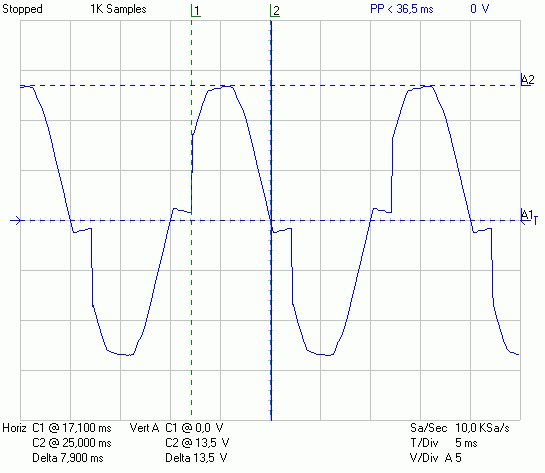
Zeitlicher Verlauf der Wechselspannung bei einer Phasenanschnittsteuerung

Als Wechselstromsteller werden Schaltungen mit Thyristoren oder Triacs bezeichnet, mit denen Helligkeitssteuerungen von Lampen (Dimmer), Temperaturregelungen von Heizwiderständen oder Ansteuerungen von Magnetspulen oder Motoren realisiert werden. Zwei gegenläufig parallel geschaltete Thyristoren oder ein Triac schalten hier ebenfalls mit einer Phasenanschnittsteuerung beide Halbschwingungen des Wechselstromes in einem bestimmten Phasenwinkel durch.
Halbleiterrelais (engl. solid state relay) sind elektronische Wechselspannungsschalter und arbeiten ebenfalls mit Thyristoren oder Triac, sie verfügen über eine eingebaute Potentialtrennung zwischen Netz- und Signalstromkreis und schalten entweder sofort oder stets im Nulldurchgang der Wechselspannung, um so Störemissionen zu verhindern.

### Schaltnetzteile
Schaltnetzteile wandeln Netzspannung in potentialgetrennte, geregelte Gleichspannungen um und arbeiten mit einem gesteuerten Wechselrichter, der aus der gleichgerichteten Netzwechselspannung zunächst eine Wechselspannung hoher Frequenz erzeugt, die anschließend transformiert und gleichgerichtet wird. Schaltnetzteile arbeiten mit Bipolartransistoren, MOSFET oder IGBT.
Mit OwnTech und anderen existieren verschiedene Plattformen zur Prototypisierung von Schaltnetzteilen als Open-Source-Hardware.

### Leistungsaufnahme und Effizienz
Die Wirkungsgrade leistungselektronischer Systeme sind vergleichsweise hoch (etwa 70 bis über 98 %) und übertreffen zum Beispiel oft sogar die Effizienz von Netztransformatoren. Leistungselektronische Baugruppen führen jedoch zu schlechterer Elektromagnetischer Verträglichkeit (Störemissionen, Empfindlichkeit gegenüber Netztransienten) und oft zu Verzerrungen (Oberschwingungen) im Stromnetz. Der nicht sinusförmige Verlauf der Stromaufnahme bewirkt eine Verzerrungsblindleistung.

### Videos
- Bosch Leistungselektronik, Bosch Mobility Solutions, 2015 auf YouTube
- E-Auto oder Hybridantrieb, die Leistungselektronik, Continental Automotive Deutschland, 2015 auf YouTube
- Im Interview: Gerd Griepentrog – Professor für Leistungselektronik, etit darmstadt, 2016 auf YouTube
- Leistungselektronik – Elektrotechnik – Prof. Dr.-Ing. Dr. h. c. Hans-Eberhard Schurk, Hochschule Augsburg, 2018 auf YouTube